# NGC 6991-1
NGC 6991-1 في الفهرس العام الجديد، هي مجرة، تقع في كوكبة الدجاجة. اكتشفت في 27 سبتمبر 1788 بواسطة ويليام هيرشل.

## روابط خارجية
- NGC 6991-1 على موقع ويكي سكاي: DSS2, SDSS, GALEX, IRAS, Hydrogen α, X-Ray, Astrophoto, Sky Map, Articles and images